# Tomomingi kikuyu
Tomomingi kikuyu är en spindelart som först beskrevs av Prószynski, Zabka 1983.  Tomomingi kikuyu ingår i släktet Tomomingi och familjen hoppspindlar. Inga underarter finns listade i Catalogue of Life.